# Ostéoarchéologie
L'ostéoarchéologie (parfois orthographiée « ostéo-archéologie ») est une science qui traite de l'étude des restes osseux recueillis sur un site archéologique, à la suite de fouilles. L'objectif est d'obtenir des informations sur les restes humains conservés de ces périodes préhistoriques et historiques. Cette discipline permet d'identifier le corps (sexe, âge...) mais aussi des pathologies et maladies.

## Définition
L'étude du squelette humain peut permettre la reconstitution de la vie des individus trouvés lors de fouilles archéologiques. Ces restes osseux sont une source précieuse de renseignements sur le passé de ces humains. Il est possible de déterminer l'âge au décès, le sexe et la stature mais aussi de repérer des maladies ou des blessures passées. Ces éléments permet de déterminer le cadre de vie de ces personnes. L'ostéoarchéologie utilise des techniques d'identification médico-légales et des technologies nouvelles pour affiner les études.
Des fosses communes de la Grande Armée ont par exemple été fouillées par des chercheurs de l’université Paris-Sciences et Lettres, de l’université de Bordeaux et de l’Institut d’archéologie de l’Académie des sciences de Russie. Ces recherches ont permis de mettre en lumière les nombreuses lésions traumatiques présentes sur ces corps. Un crâne a fait l'objet d'une reconstitution du visage. Cette étude spécifique a permis de repérer que celui-ci a été blessé par un « coup de sabre [... ] sans doute [...] porté, avec le tranchant de la lame et non la pointe, par un assaillant droitier se situant du côté gauche de la victime ». Celui-ci était non mortel.

## Diffusion
Des collections ostéologiques humaines sont présentes dans plusieurs collections anthropologiques (musée d'anthropologie de Turin, Musée de l'Homme). Le musée de Cambrai possède un espace consacré à l'ostéoarchéologie au sein de son parcours archéologique.